# Robert Gray (Bischof, 1762)

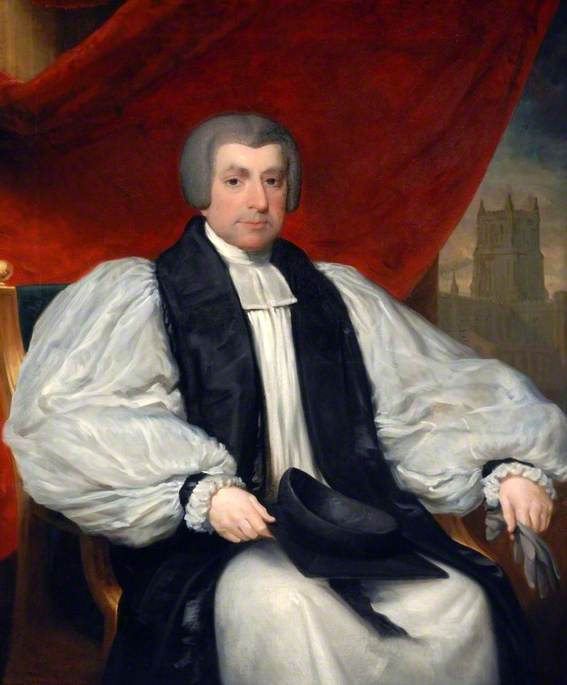
Robert Gray

Robert Gray (* 11. März 1762 in London; † 28. September 1834 in Rodney House, Clifton, Bristol) war ein britischer Prälat und Schriftsteller. Ab 1827 bis zu seinem Tod war er Bischof von Bristol.

## Leben
Robert Gray war der Sohn eines gleichnamigen Londoner Silberschmieds. Er erhielt seinen Schulunterricht im Eton College, wo er später mit dem berühmt gewordenen Philologen Person dauernde Freundschaft schloss. An der St. Mary Hall der Universität Oxford studierte er anschließend Theologie. 1784 erlangte den Titel eines Bachelor of Arts sowie 1787 jenen eines Master of Arts. Nach Abschluss seiner Studien wurde er kurz nach 1790 Vikar in Faringdon in Berkshire, wo er seine Freizeit vornehmlich zur Erweiterung seiner Kenntnisse und zu literarischen Arbeiten nutzte. In diese Zeit fällt die Abfassung seiner gründlichen Einleitung in das Alte Testament (Key to the Old Testament and Apocrypha; or an account of their several books, their contents and authors, and of the times in which they were respectively written, London 1790). Das Werk wurde in vielen Auflagen verbreitet, von denen die zehnte von Rivington besorgte (London 1841) als die beste gilt.
Nachdem Gray durch dieses von seinen Landsleuten als klassisch betrachtete Handbuch seinen Ruf als Schriftsteller begründet hatte, unternahm er 1791–92 zur Erkundung der Lebensweise und Sitten anderer Völker eine Reise durch Deutschland, die Schweiz und Italien, deren Beschreibung er bald nach seiner Heimkehr unter dem Titel Letters written during the course of a tour through Germany, Switzerland, and Italy in the years 1791 and 1792 (London 1794) herausgab. Für diese Art der Darstellung zeigte er aber wenig Geschick, so dass seine Reisebriefe wenig Anklang fanden. Dagegen bewährte er wieder durch seine Predigten über die Geschichte der englischen Reformation (Discourses on various subjects, illustrative of the evidence, influence and doctrines of christianity, London 1793) sein Talent zur geistvollen Erörterung gelehrter Gegenstände. 1796 wurde er Dozent für die Bampton Lectures, akademische Vorlesungen, die sich um Themen der christlichen Theologie drehen. Seine Vorträge kamen in demselben Jahr unter dem Titel Sermons on the principles upon which the reformation of the Church of England was established heraus.
1800 wurde Gray aufgrund der Gunst von Shute Barrington, dem Bischof von Durham, zum Pfarrer in Crayke in Yorkshire und 1804 zum Pfründner an der Kathedrale von Durham ernannt, in welcher einträglichen Stellung er längere Zeit blieb. Inzwischen hatte er 1802 den Grad eines Doktors der Theologie erlangt. Nach der Aufgabe seines Pfarrerpostens in Crayke erhielt er 1805 die Stelle eines Pfarrers in Bishopwearmouth. Durch den wohltätigen Gebrauch seines reichlichen Einkommens erwarb er sich große öffentliche Achtung und er bemühte sich auch um die moralische Belehrung der Bevölkerung. In den Schulen suchte er Lancesters Lehrmethode einzuführen. Ferner stiftete er mehrere Bibelgesellschaften, ermahnte zur Errichtung von Sparkassen und betrieb bei der zunehmenden Bevölkerung die Errichtung von Krankenhäusern. Generell sorgte er für die Förderung der öffentlichen Wohlfahrt. Bei der Anwesenheit des bekannten Chemikers Humphry Davy in Bishopwearmouth im Jahr 1815 suchte er dessen Anteilnahme für die aufgrund von Schlagwettern in den Gruben verunglückten Bergleute zu erregen und veranlasste dadurch die Erfindung der Sicherheitsgrubenlampe.
Neben den genannten Tätigkeiten vernachlässigte Gray auch seine wissenschaftlichen Arbeiten nicht. Er vollendete während dieser Zeit seine Theorie der Träume (The Theory of Dreams, in which an inquiry is made into the powers and faculties of the human mind, as they are illustrated in the most remarkable dreams recorded in sacred and profane history, 2 Bände, London 1808). In diesem anonym herausgegebenen Werk bemühte er sich anhand von ausgewählten Beispielen die außerordentliche Kraft zu zeigen, die der Geist zuweilen mit Hilfe des Traums gewinnen würde, und er entnahm seine Argumente hauptsächlich der Heiligen Schrift. Des Weiteren unternahm er den Versuch, den Inhalt der Heiligen Schrift mit den Werken jüdischer und heidnischer Schriftsteller in Einklang zu bringen (The connexion between the sacred writings and the literature of the Jewish and heathen authors, particularly that of the classical ages, illustrated principally with a view to evidence, in conformation with the truth and revealed religion, 2 Bände, London 1816). Gray war dabei der Ansicht, er habe einen neuen Beweis der Offenbarung entdeckt. Als einen Zusatz zu diesem Werk ist Grays letzte Schrift, Josiah and Cyrus the two great objects of divine notice in the scheme of revelation (London 1825) zu betrachten.
Als Gray sein 65. Lebensjahr erreichte, verschaffte ihm sein Freund Lord Liverpool 1827 den bischöflichen Stuhl von Bristol und schloss mit dieser Handlung die Tätigkeit seines Ministeriums ab. Gray war aufgrund seines vorgerückten Alters wenig aufnahmebereit für die Bestrebungen der jüngeren Generation. Zwar trat er für die Religion und die Unterstützung der Armen ein, doch ebenso für die Erhaltung und Erweiterung der Privilegien des Klerus. Insbesondere im Parlament verteidigte er strikt veraltete Meinungen und die von der Verfassung der englischen Kirche zugestandenen Vorrechte. Ein Aufstand in Bristol am 30. Oktober 1831 verlief für ihn nicht ohne Gefahr. Das Volk erzwang den Zugang zu seinem Palast und einige wütende Leute drohten ihn zu ermorden. Auf den Rat seiner Freunde floh er in die Kathedrale, verweigerte aber die weitere Flucht mit der Bemerkung, dass er nirgends rühmlicher als in seiner Kathedrale zu sterben vermöge. Ruhig erwartete er die tobende Menge, die seinen Tod forderte und seinen Palast niederbrannte. In der Folge beruhigte sich die Situation bald. Die Kleriker votierten nun dem Bischof, der für die Erhaltung ihrer Vorrechte sein Leben riskiert hatte, feierliche Dankadressen und ein kostbares Silbergeschirr.
Zwei Jahre später wurde Gray von der damals in London grassierenden Influenza befallen. Obwohl er sich bisweilen besser fühlte, erlangte er seine Gesundheit nicht mehr völlig wieder, da er sich nicht die nötige Ruhe gönnte, sondern seine geistlichen Pflichten weiterhin eifrig wahrnahm und wie gewöhnlich von der Kanzel herab zu den Gläubigen seiner Diözese sprach. Er starb am 28. September 1834 im Alter von 72 Jahren in Rodney House, Clifton, Bristol. Kurz vor seinem Tod hatte der Herzog von Wellington ihm den Bischofssitz von Bangor angeboten, den er aber ablehnte. Seine Asche wurde auf dem Friedhof der Kathedrale von Bristol beigesetzt, unweit der Ruinen seines Palastes, den das Volk zerstört hatte. Ein von Wright gemaltes und Jenkins gestochenes Brustbild von Gray, das ihn in seiner Bischofsrobe zeigt, war 1833 veröffentlicht worden.  Ein von Edward H. Bayly geschaffenes Marmordenkmal wurde in der Kathedrale von Bristol aufgestellt.
Gray war mit Elizabeth, der Schwester des Ratsherrn Camplin von Bristol, verheiratet gewesen und hatte mit ihr viele Kinder gezeugt. Zu seinen Söhnen gehörte Robert Gray, der spätere Bischof von Kapstadt.

## Veröffentlichungen (Auswahl)
- Sermons on the principles upon which the reformation of the Church of England was established. London 1796 (Digitalisat)